# Parque solar fotovoltaico Cañada Honda
El Parque Solar Fotovoltaico Cañada Honda es un parque de energía solar, ubicado a 60 km de la Ciudad de San Juan, en Sarmiento, Provincia de San Juan, Argentina. Desde abril del 2012 el parque produce 5 MW y el objetivo es producir 20 MW para marzo del 2013, convirtiéndose en el parque solar más grande de América Latina y el primero en Argentina. Al terminarse, tendrá una superficie de 84 hectáreas.

## Historia
En mayo del 2009 la Secretaría de Energía lanzó el programa GENREN (Generación Renovable) con el objetivo de incentivar la instalación de energías renovables en Argentina. Además el gobierno de la provincia de San Juan a través del ‘’Proyecto Solar San Juan’’ buscaba instalar un polo tecnológico fotovoltaico en la provincia. La empresa encargada de la obra fue Emgasud y la constructora Elecnor de Argentina S.A.
Al 2012, la principal fuente de energía de la provincia de San Juan es el gas natural. El parque reducirá 38500 toneladas de emisiones de CO2 a la atmósfera.

### Inauguración
El parque se inauguró el 19 de abril de 2012 y contó con la presencia de la presidenta Cristina Fernández de Kirchner y el gobernador José Luis Gioja.

## Paneles solares
El parque contará con 98.000 paneles solares policristalinos con láminas de etileno-vinil-acetato modificado (EVA). Tienen una eficiencia del 14% y son de marca Atersa, fabricados en España. Sin embargo, hay planes para que la producción sea en la misma provincia, con el propósito de aprovechar los minerales propios de las montañas sanjuaninas, como el cuarzo u óxido de silicio, elemento necesario para la transformación de la energía solar en energía eléctrica. Los paneles solares tienen una inclinación de 28 grados y una distancia entre filas de 10,5 metros.